# Kubai labdarúgó-bajnokság (első osztály)
A Campeonato Nacional de Fútbol de Cuba a kubai labdarúgó-bajnokságok legfelsőbb osztályának elnevezése. 1912-ben alapították, és 8 csapat részvételével zajlik. 
A bajnok a Bajnokok ligájában és a CFU-bajnokságban indulhat. 
A 16 csapatot négy darab négyfős csoportba sorsolják. A négy csoportgyőztes bejut az elődöntőbe, ahol oda-visszavágós alapon megmérkőznek egymással. Értelemszerűen a két továbbjutó bejut a döntőbe és játszhat a bajnoki címért.

## A 2013-as bajnokság résztvevői
| - FC Artemisa (San Cristóbal) - FC Ciudad de La Habana - FC Isla de La Juventud (Nueva Gerona) - FC Pinar del Río (San Cristóbal) | - FC Cienfuegos - FC Matanzas - FC Mayabeque (Güines) - FC Villa Clara (Zulueta) | - FC Camagüey - FC Ciego de Ávila (Morón) - FC Las Tunas (Manatí) - FC Sancti Spíritus | - CF Granma (Bayamo) - FC Guantánamo - FC Holguín (Banes) - FC Santiago de Cuba |

## Az eddigi bajnokok
| - 1912 : Rovers AC (La Habana) - 1913 : CD Hatuey (La Habana) - 1914 : Rovers AC (La Habana) - 1915 : Hispano América (La Habana) - 1916 : La Habana FC - 1917 : Iberia (La Habana) - 1918 : Iberia (La Habana) - 1919 : Hispano América (La Habana) - 1920 : Hispano América (La Habana) - 1921 : Hispano América (La Habana) - 1922 : Iberia (La Habana) - 1923 : Iberia (La Habana) - 1924 : Olimpia (Manzanillo) - 1925 : Fortuna (Güines) - 1926 : Real Iberia (La Habana) - 1927 : Juventud Asturiana (La Habana) - 1928 : Real Iberia (La Habana) - 1929 : Real Iberia (La Habana) - 1930 : Deportivo Español - 1931 : DC Gallego (La Habana) - 1932 : DC Gallego (La Habana) - 1933 : Juventud Asturiana (La Habana) - 1934 : Real Iberia (La Habana) - 1935 : Juventud Asturiana (La Habana) - 1936 : Juventud Asturiana (La Habana) - 1937 : DC Gallego (La Habana) - 1938 : DC Gallego (La Habana) - 1939 : DC Gallego (La Habana) - 1940 : DC Gallego (La Habana) - 1941 : Juventud Asturiana (La Habana) - 1942 : Deportivo Puentes Grandes - 1943 : Deportivo Puentes Grandes - 1944 : Juventud Asturiana (La Habana) - 1945 : DC Gallego (La Habana) | - 1946 : nem volt bajnokság - 1947 : DC Gallego (La Habana) - 1948 : Juventud Asturiana (La Havane) - 1949 : Diablos Rojos (Santiago de Cuba) - 1950 : Hispano América (La Habana) - 1951 : Deportivo San Francisco - 1952 : Deportivo San Francisco - 1953 : Deportivo San Francisco - 1954 : Deportivo San Francisco - 1955 : Deportivo San Francisco - 1956 : Casino Español - 1957 : Deportivo San Francisco - 1958 : Deportivo Mordazo - 1959 : Deportivo Mordazo - 1960 : Cerro (Havane) - 1961 : Deportivo Mordazo - 1962 : nem volt bajnokság - 1963 : Industriales (La Habana) - 1964 : Industriales (La Habana) - 1965 : La Habana - 1966 : La Habana - 1967 : La Habana - 1968 : Granjeros - 1969 : Granjeros - 1970 : Granjeros - 1971 : nem volt bajnokság - 1972 : Industriales (La Habana) - 1973 : Industriales (La Habana) - 1974 : Azucareros - 1975 : Granjeros - 1976 : Azucareros - 1977 : Granjeros - 1978/79 : FC Ciudad de La Habana - 1979 : FC Ciudad de La Habana | - 1980 : FC Villa Clara - 1981 : FC Villa Clara - 1982 : FC Villa Clara - 1983 : FC Villa Clara - 1984 : FC Ciudad de La Habana - 1985 : FC Cienfuegos - 1986 : FC Villa Clara - 1987 : FC Pinar del Río - 1988/89 : FC Pinar del Río - 1989/90 : FC Pinar del Río - 1990/91 : FC Cienfuegos - 1991/92 : FC Pinar del Río - 1992 : FC Villa Clara - 1993 : FC Ciego de Ávila - 1994 : FC Ciudad de La Habana - 1995 : FC Pinar del Río - 1996 : FC Villa Clara - 1997 : FC Villa Clara - 1998 : FC Ciudad de La Habana - 1999/00 : FC Pinar del Río - 2000/01 : FC Ciudad de La Habana - 2001/02 : FC Ciego de Ávila - 2002/03 : FC Villa Clara - 2003 : FC Ciego de Ávila - 2004/05 : FC Villa Clara - 2005/06 : FC Holguín - 2006/07 : FC Pinar del Río - 2007/08 : FC Cienfuegos - 2008/09 : FC Cienfuegos - 2009/10 : FC Ciego de Ávila - 2010/11 : FC Villa Clara - 2011/12 : FC Villa Clara |

## Bajnoki címek eloszlása
| Klub                      | Város            | bajnoki címek száma | Utolsó |
| ------------------------- | ---------------- | ------------------- | ------ |
| FC Villa Clara            | Villa Clara      | 12                  | 2012   |
| DC Gallego                | Havanna          | 8                   | 1947   |
| Iberia/Real Iberia        | Havanna          | 8                   | 1934   |
| Juventud Asturiana        | Havanna          | 7                   | 1948   |
| FC Pinar del Río          | Pinar del Río    | 7                   | 2006   |
| FC Ciudad de Havana       | Havanna          | 6                   | 2000   |
| Deportivo San Francisco   | San Francisco    | 6                   | 1957   |
| Granjeros                 | Granjeros        | 5                   | 1977   |
| Hispano América           | Havanna          | 5                   | 1950   |
| Industriales              | Havanna          | 4                   | 1973   |
| Havana/Havana FC          | Havanna          | 4                   | 1967   |
| FC Cienfuegos             | Cienfuegos       | 4                   | 2009   |
| FC Ciego de Ávila         | Ciego de Ávila   | 4                   | 2010   |
| Deportivo Mordazo         | Mordazo          | 3                   | 1961   |
| Azucareros                | Azucareros       | 2                   | 1976   |
| Deportivo Puentes Grandes | Puentes Grandes  | 2                   | 1943   |
| Rovers AC                 | Havanna          | 2                   | 1914   |
| Casino Español            |                  | 1                   | 1956   |
| Cerro                     | Havanna          | 1                   | 1960   |
| Deportivo Español         | Santiago de Cuba | 1                   | 1930   |
| Diablos Rojos             | Santiago de Cuba | 1                   | 1949   |
| Fortuna                   | Güines           | 1                   | 1925   |
| CD Hatüey                 | Havanna          | 1                   | 1913   |
| FC Holguín                | Holguín          | 1                   | 2005   |
| Olimpia                   | Manzanillo       | 1                   | 1924   |